# Jerzy Roman Kowalczyk
Jerzy Roman Kowalczyk (ur. 1948) – polski lekarz, profesor doktor habilitowany Uniwersytetu Medycznego w Lublinie specjalizujący się hematologii i onkologii dziecięcej

## Życiorys
Jerzy Roman Kowalczyk urodził się w 1948.
Jest kierownikiem II Katedry Pediatrii II Wydziału Lekarskiego z Oddziałem Anglojęzycznym Uniwersytetu Medycznego w Lublinie (wcześniej Akademia Medyczna im. prof. Feliksa Skubiszewskiego w Lublinie).
Jest członkiem zarządu Polskiego Towarzystwa Onkologii i Hematologii Dziecięcej, wcześniej pełnił funkcję przewodniczącego tej organizacji.
Był promotorem dwunastu prac doktorskich i recenzentem dwudziestu sześciu prac doktorskich i habilitacyjnych.
Zajmował się takimi pracami badawczo-naukowymi jak:
- zastosowanie techniki wysokorozdzielczej porównawczej hybrydyzacji genomowej (CGH) w diagnostyce chorób rozrostowych krwi u dzieci;
- zastosowanie fluorescencyjnej hybrydyzacji in situ (FISH) w analizie aberracji chromosomowych w ostrej białaczce limfoblastycznej (ALL) u dzieci;
- stężenie rozpuszczalnych cząstek adhezyjnych sICAM-1, sVCAM-1, sPECAM-1 w surowicy krwi u dzieci leczonych z powodu guzów litych;
- zastosowanie nowych metod cytogenetyki molekularnej w diagnostyce białaczek u dzieci;
- ocena aktywności dysmutazy ponadtlenkowej, peroksydazy glutationowej, całkowitego potencjału antyoksydacyjnego i stężenia witaminy E u dzieci z chorobą nowotworową;
- ocena przydatności techniki FISH w diagnostyce ostrych białaczek u dzieci.

## Publikacje
Liczne publikacje w prasie branżowej, m.in. w Journal of Cardiovascular Electrophysiology, Pediatric Blood Cancer, Journal of Oncology.

### Publikacje książkowe
Lista publikacji książkowych
- Stany przebiegające z powiększeniem węzłów chłonnych, Wydawnictwo Lekarskie PZWL, Warszawa 1996 – wspólnie z Jerzym Armatą
- Dziecko z chorobą nowotworową, Wydawnictwo Lekarskie PZWL, Warszawa 1996 – wspólnie z Marzeną Samardakiewicz
- Onkohematologia dziecięca – co nowego? : zasady postępowania w niektórych schorzeniach układu krwiotwórczego u dzieci, Wyd. Cornetis, Wrocław 2009 – wspólnie z Anną Adamowicz-Salach
- Zasady postępowania w grzybicach narządowych u dzieci leczonych w ośrodkach Polskiej Grupy Pediatrycznej ds. Leczenia Białaczek i Chłoniaków oraz Polskiej Grupy Guzów Litych, Lublin 2002 – wspólnie z Marią Jolantą Stefaniak
- Wprowadzenie do onkologii i hematologii dziecięcej : skrypt dla lekarzy specjalizujących się w onkologii i hematologii dziecięcej, Wydawnictwo Centrum Medycznego Kształcenia Podyplomowego, Warszawa 2011 – wspólnie z Walentyną Balwierz
- Pediatria : wybrane zagadnienia : nefrologia, hematologia, onkologia, gastroenterologia, endokrynologia, WydawnictwoUniwersytetu Medycznego w Lublinie, Lublin 2014